# Мајдани камена западне Србије
Мајдани камена западне Србије експлоатисани су, променљивим интензитетом, од средњег века. Најпознатији су студенички мајдани из којих се од античких времена експлоатише ситнозрни бели мермер доброг квалитета. Оплатом од овог камена обложена је Богородичина црква у Студеници. Од половине 19. века почиње интензивнија експлоатација камена у Србији.

## Мајдани камена
Најпознатији каменоломи на простору западне Србије у којима се у прошлости ручно вадио и обрађивао камен су:
- Винички мајдани камена

- Студенички мајадани камена

- Рашчићки и свештички мајдани камена

- Благајско-клокочки мајдани камена

- Живички мајдани камена

- Пуховски мајдани камена

- Парменачки мајдани камена

- Биоштански мајдани камена

- Сињевачки мајдан камена

- Сечоречки мајдан камена

- Таорски мајдан камена

- Галовићки мајдан камена

- Пожешки мајдани камена

- Кабларски мајдани камена

- Островачки мајдани камена

- Котленички мајдани камена

- Бранетићки мајдани камена

- Бруснички мајдани камена

- Грабовички мајдани камена

- Доњоврбавски мајдани камена

- Борачки мајдани камена

## Употреба камена
Осим грађевинских намена и за израду воденичког камења, тоцила, појила и слично, камен је служио и за израду сеоских надгробних споменика. Од почетка 19. века до половине 20. века, за израду споменика највише су експлоатисани локални мајдани пешчара, кречњака, мермера и бигра, а у знатно мањој мери гранита и осталих врста тврдог камена.